# Entrín Bajo
Entrín Bajo ist ein Ort und eine Gemeinde (municipio) mit 540 Einwohnern (Stand: 2024) im Westen der spanischen Provinz Badajoz in der Autonomen Gemeinschaft Extremadura.

## Lage
Entrín Bajo liegt gut 35 km (Fahrtstrecke) südöstlich von Badajoz in einer Höhe von ca. 245 m.
Das Klima im Winter ist gemäßigt, im Sommer dagegen warm bis heiß; die geringen Niederschlagsmengen (ca. 436 mm/Jahr) fallen – mit Ausnahme der nahezu regenlosen Sommermonate – verteilt übers ganze Jahr.

## Bevölkerungsentwicklung
| Jahr      | 1970 | 1981 | 1991 | 2001 | 2011 | 2021 |
| Einwohner | 750  | 686  | 668  | 649  | 611  | 573  |

## Wirtschaft
Während das Umland über Jahrhunderte in hohem Maße landwirtschaftlich geprägt war, ließen sich im Ort selbst auch Kleinhändler, Handwerker und Dienstleister aller Art nieder.

## Sehenswürdigkeiten
- Marienkirche (Iglesia de la Asunción de Nuestra Señora)

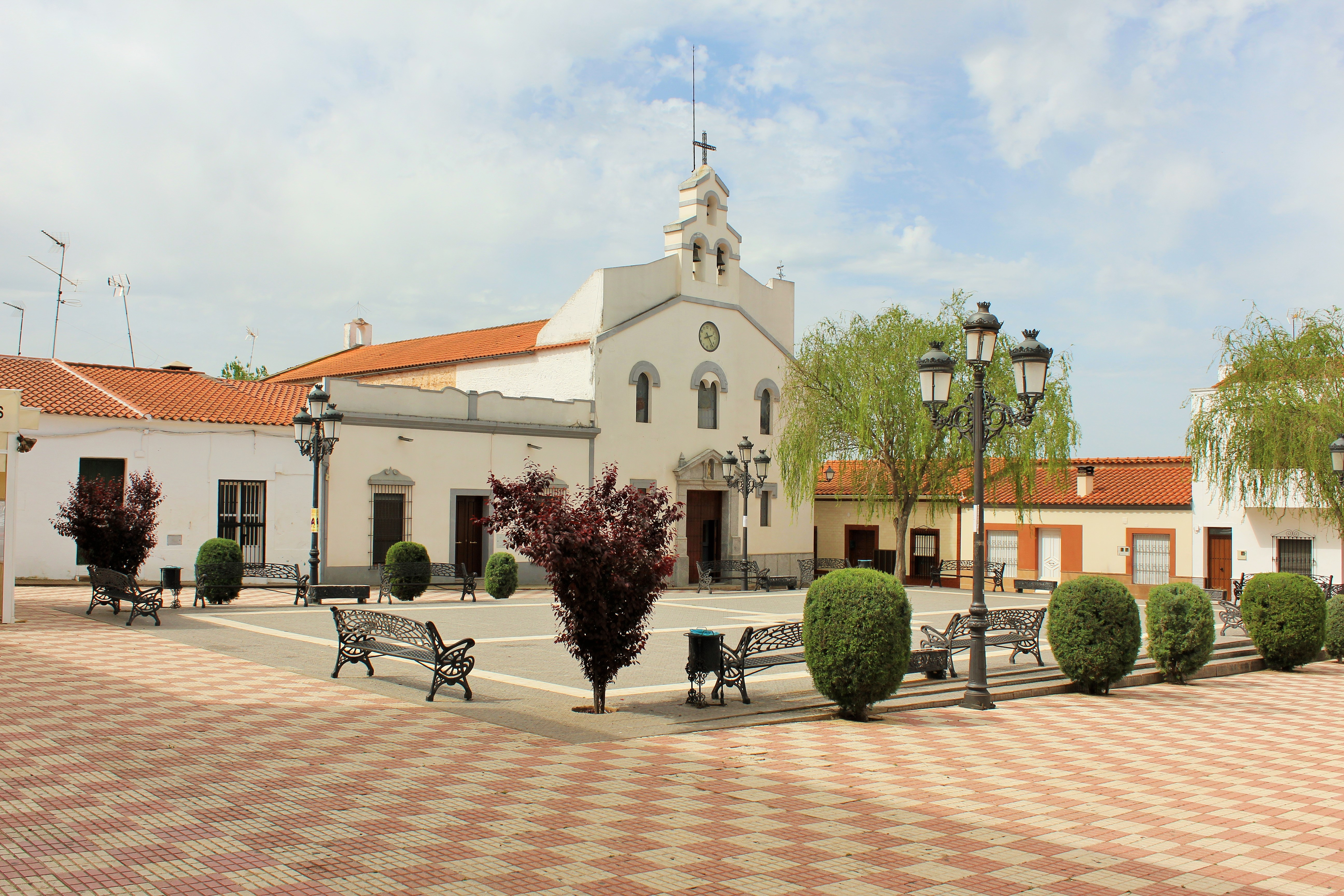
Platz mit der Kirche
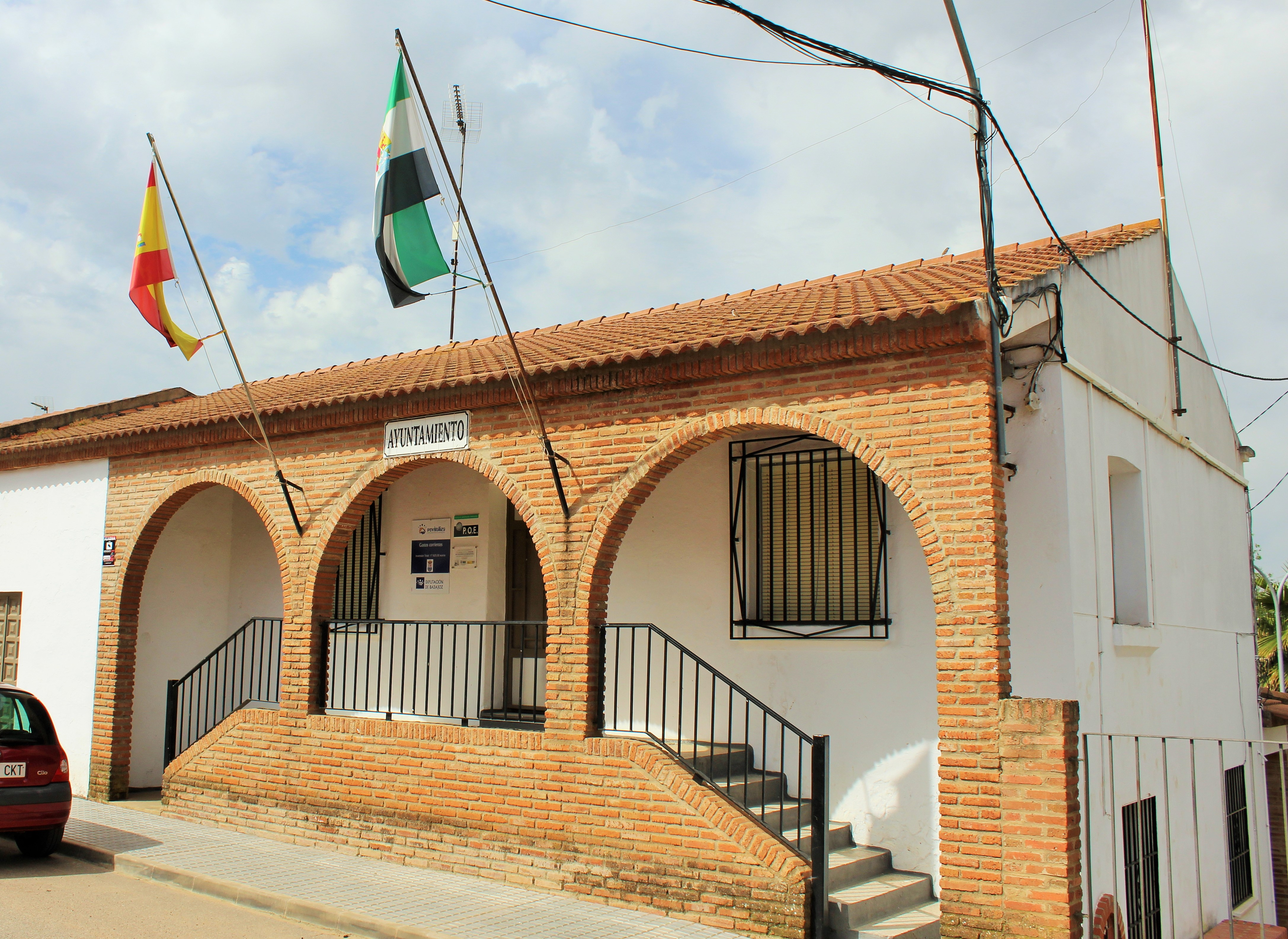
Rathaus